# Фомин, Борис Иванович (Герой Социалистического Труда)
Бори́с Ива́нович Фоми́н (18 августа 1927 — 14 апреля 2007) — советский промышленный деятель, бывший генеральный директор «Электросилы», кандидат технических наук. Герой Социалистического Труда (1981). Лауреат Государственной премии Российской Федерации в области науки и техники.

## Биография
Родился 18 августа 1927 года в городе Константиновка Артёмовского округа Украинской ССР (ныне Донецкой области Украины.
В 1952 году окончил Харьковский политехнический институт и начал свою трудовую деятельность мастером на заводе «Электросила».
На завод впервые попал в 1949 году, когда проходил производственную практику. Здесь же проходил преддипломную практику и писал дипломную работу.
Генеральный директор «Электросилы» с 1970 по 1997 год.
В начале 1992 года по инициативе генерального директора завода «Электросила» Бориса Ивановича Фомина и его энергичных сподвижников из руководства завода было создано Специальное благотворительное предприятие «ЭЛСО» (расшифровывалось как «Электросила» и «Социальная поддержка»).
Член КПСС. Делегат XIX конференции КПСС.
Умер 14 апреля 2007 года, похоронен в Санкт-Петербурге на Смоленском православном кладбище.

## Награды
- Герой Социалистического Труда.
- Два ордена Ленина, орден Октябрьской Революции, орден «Знак Почёта», «За заслуги перед Отечеством» IV степени (1996)[4].
- Лауреат Государственной премии РФ в области науки и техники.
- «Заслуженный Электросиловец».

## Сочинения
- Опыт применения новых методов совершенствования делопроизводства на Ленинградском электромашиностроительном объединении «Электросила» им. С. М. Кирова / Б. И. Фомин, А. И. Марач. — Ленинград, 1972. — 24 с.
- Экономия черных и цветных металлов: Из опыта ЛПЭО «Электросила» им. С. М. Кирова / Б. И. Фомин, Н. А. Греков, А. М. Сильвестров. — Л.: Энергоатомиздат: Ленингр. отд-ние, 1985. — 204 с.